# Путана

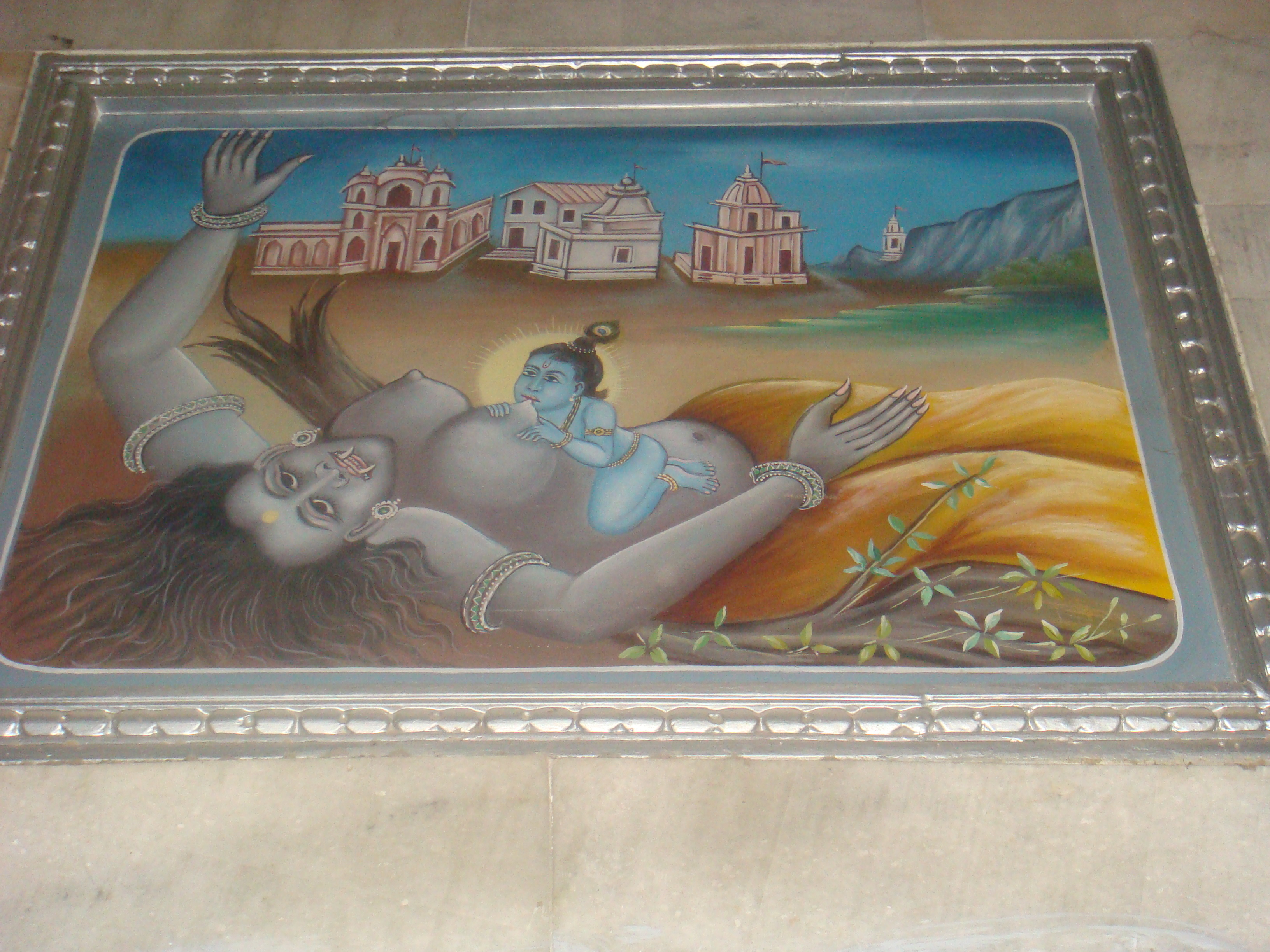
Путана і Крішна

Путана (санскр. pûtana) — у індуїстської міфології демониця, дочка Балі, царя дайте.
Згідно з переказами, Путана намагалася вмертвити Крішну, коли той ще був немовлям, годуючи його грудьми, проте дитина сама засмоктала її до смерті.
У Шальяпарве Путана згадана в списку з 92 матрік.